# Fé salvadora
Numa perspectiva teológica cristã, a fé salvadora é a fé como instrumento da salvação do ser humano. Esta é tradicionalmente concebida como uma dádiva divina.